# Леопольд Седар Сенгор
Леопольд Седар Сенгор (фр. Léopold Sédar Senghor; 9 жовтня 1906, Сенегал — 20 грудня 2001, Нормандія, Франція) — політичний діяч, науковець, поет. Перший президент Сенегалу (1960–1980), член Французької академії (1983). Автор лінгвістичних та політичних досліджень, поетичних творів.

## Біографія

### Ранні роки
Леопольд Седар Сенгор народився 9 жовтня 1906 року у родині підприємця у містечку Жоал, що на узбережжі Сенегалу на південь від Дакару. Його батько походив з сенегальського племені Серер. Друге ім'я Леопольда Сенгора — Седар — на мові племені означає «той, хто не повинен бути приниженим», прізвище походить від португальського слова «сеньйор».

### Франція
У 1928 році Сенгор, отримавши католицьку освіту у Сенегалі, поїхав до Франції, де поступив до Сорбонни. Після отримання вищої освіти зайнявся викладацькою діяльністю. З 1939 року служив у французькій армії, у 1940 році потрапив до німецького полону. Брав участь в русі спротиву. Після війни служив на державних посадах у Франції, був депутатом, в тому числі віце-спікером Національних зборів країни. У 1948 році заснував Демократичний блок Сенегалу, який у 1959 році перетворено на Прогресивний союз Сенегалу. Активно писав вірші, присвячені долям народів Африки. Вперше збірники віршів видано в 1940-вих роках XX століття.

### Голова держави
У вересні 1960 року Сенгор став першим президентом незалежного Сенегалу. У 1962–1970 роках одночасно був головою уряду. 22 березня 1967 року пережив замах на своє життя. Залишив свою посаду по закінченню п'ятого президентського терміну в грудні 1980 року.

### Подальше життя
У 1983 році обраний членом Французької академії, став першим африканцем, обраним в академіки.
Почесний голова Соцінтерну.
Помер 20 грудня 2001 року у Франції, де провів останні роки життя.

## Ушанування
На честь Леопольда Сенгора названо найбільший стадіон у Сенегалі, а також міжнародний аеропорт Дакару.
У 2006 році в Молдові було випущено поштову марку, присвячену Сенгору.

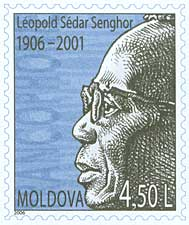
Молдовська поштова марка 2006 року з зображенням Леопольда Седара Сенгора

У 1964 році поштову марку на честь його випустили в Бразилії.
На честь Леопольда Сенгора у 2006 році було перейменовано міст Сольферно у Парижі.

### Нагороди
- Кавалер Великого Хреста ордена Почесного легіону та
- Кавалер Великого Хреста «За заслуги» (Франція).
- Командор ордена мистецтв та літератури.
- Кавалер ордена Академічних пальм.
- Хрест Добровольців (Франція),
- Пам'ятна медаль війни 1939—1945 (Франція).
- Премія миру німецьких книгарів.

## Розвиток концепції негритюду Леопольдом Сенгором
Разом із Еме Сезером Леопольд Сенгор розробив концепцію «негритюду» (негритянський дух), що стала каталізатором визвольного руху у Французькій Західній Африці. Негритюд став апологією расової та історичної спільності чорношкірого населення Африки та інших регіонів проживання вихідців з Африки.
Ідея негритюду і африканської моделі соціалізму виникла у Сенгора під впливом антиідустральних настроїв 1930-х років, праць католицьких мислителів Е. Муньє, П'єра Теяра де Шардена, праць раннього Карла Маркса, творів К. Маккея, Л. Х’юза, а також поетів Еме Сезера і Л. Дамаза.
Свої ідеї Леопольд Сенгор розвинув на сторінках журналу «Негритянська освіта». Теорія негритюду засновується на винятковості психічного складу «африканської особистості», неповторності африканської цивілізації та культури, самостійного духовного, культурного і політичного розвитку африканських народів. Ця особлива психічна природа африканця полягала у його гуманізмі, гармонії з природою, емоційності на противагу раціоналізму та прагматизму європейців. Спрямований проти євроцентризму, політики примусової культурної асиміляції як компоненти політичного і соціального гноблення, негритюд проголошує своє етнокультурне (а згодом і державно-політичне) самоствердження колонізованих негроїдних народів.
Щоб здійснити цю мету, пропонувалося дотримуватися таких гасел як «культура — перш за все», «асимілювати не будучи асимільованими». Сенгор наголошував, що гордість за свою расу — перша умова негритюду. Водночас Леопольд Сенгор акцентував увагу на тому, що основні поняття в негритюді — культура, культурна ідентифікація, а розвиток національної культури — важлива умова політичного та економічного відродження.
Згодом в негритюді почали простежуватися мотиви расової винятковості. Тож у 1940–1950 роках Леопольд Сенгор вдався до філософської концептуалізації негритюду як «антирасистського расизму». Тоді ж відбулася трансформація негритюду з культурного і літературного руху в ідеологічну доктрину, що стало світоглядною основою національно-визвольного руху.
Леопольд Сенгор пізніше видозмінив свою теорію, в основу якої тепер були покладені не расові, а культурні відмінності. Була підсилена теза про взаємодоповнення африканської і європейської традицій. У збірці есеїв «Свобода 5» (1992) він розглядав діалог культур як боротьбу, яку слід вести в XXI столітті.
Леопольд Сенгор також тісно пов'язував теорію негритюду з ідеями соціалізму. Він вважав, що його держава повинна вибрати середній шлях, рухатись до демократичного соціалізму. У книзі «Африканські країни і шлях до соціалізму» (1961) він наголошував, що соціалізм в Африці повинен засновуватися на використанні досягнень сучасної науки і техніки.

## Твори
Поезія
- Chants d'ombre, poèmes, Le Seuil, 1945
- Hosties noires, poèmes Le Seuil, 1948
- Éthiopiques, Le Seuil, 1956
- Nocturnes, poèmes, Le Seuil, 1961
- Lettres d'hivernage, poèmes, Le Seuil, 1973
- Chant pour Jackie Thomson, poèmes, 1973
- Élégies majeures, poèmes, Le Seuil, 1979
- Guélowar ou prince, Le Seuil, 1948
- Nuit de Sine
- La ruée de l'or
- Femme noire
- Le Lion rouge («Червоний лев», Національний гімн Сенегалу)
- Poèmes divers, Le Seuil, 1990
- Hosties noires (входять: Prière de paix et Élégie pour Martin Luther King), lithographies de Nicolas Alquin, Les Bibliophiles de France, 2006

Есеїстика
- Anthologie de la nouvelle poésie nègre et malgache de langue française, précédée de Orphée noir par Jean-Paul Sartre, PUF, 1948
- Liberté 1 : Négritude et humanisme, discours, conférences, Le Seuil, 1964
- Liberté 2 : Nation et voie africaine du socialisme, discours, conférences, Le Seuil, 1971
- Liberté 3 : Négritude et civilisation de l'Universel, discours, conférences, Le Seuil, 1977
- Liberté 4 : Socialisme et planification, discours, conférences, Le Seuil, 1983
- Liberté 5 : Le Dialogue des cultures, Le Seuil, 1992
- La Poésie de l'action, dialogue, Stock, 1980
- Ce que je crois: Négritude, francité, et civilisation de l'universel, Grasset, 1988

Дитяча література
- La Belle Histoire de Leuk-le-Lièvre (у співавторстві), Hachette, 1953

## Українські переклади
- Вибрані поезії / пер. Ірини Сатиго // Всесвіт. — 2012. — № 5-6. — С. 5-20[6].